# Любовь без размера
«Любо́вь без разме́ра» — российский комедийный мелодраматический фильм режиссёра Марии Шульгиной. В главных ролях: Светлана Ходченкова, Иван Колесников и Максим Лагашкин. Премьера фильма в России состоялась 22 октября 2020 года. Телевизионная премьера фильма состоялась на телеканале «Россия» 14 мая 2021 года.

## Сюжет
Действие фильма происходит в Кисловодске.
Маша поёт и танцует «на бэках» у московской звезды, однако ей уже за тридцать, и продюсер намекает, что грудь больше не проходит по «профстандартам». Девушка решает исправить ситуацию, но для этого нужно поехать с «бывшим» к подножию Эльбруса. На оздоровительном курорте её ждёт неожиданная встреча и совершенно новые жизненные перспективы.

## В ролях
- Светлана Ходченкова — Маша Касаткина, певица
- Иван Колесников — Илья, санаторный врач
- Максим Лагашкин — Сергей Князев, двоюродный брат Ильи, музыкальный продюсер
- Софья Лебедева — Лиза, жена Ильи, экскурсовод
- Ирина Демидкина — Ольга, мать Ильи
- Ян Гэ — певица
- Юлия Ауг — Татьяна Сергеевна, директор звезды
- Дмитрий Астрахан — пластический хирург
- Анна Шепелева — Яна, хозяйка квартиры
- Татьяна Мухина — Неля, официантка
- Гарик Петросян — Сероп, покупатель ресторана
- Екатерина Агеева — костюмер
- Анастасия Теплинская — Вероника, подтанцовка
- Юлия Башарова — пассажирка
- Анна Асташкина — пассажирка

## Критика
Константин Киценюк («Киноафиша»): «Фильм как будто опоздал с выходом и пришел к нам из очень далекого прошлого. Здесь можно насладиться солнечными пейзажами, простыми шутками и познакомиться с яркой жизнью курортов Ставропольского края. Ради этого придется пожертвовать лишь стройным сюжетом и забыть о смысловом наполнении».
Константин Баканов («Собеседник»): «Картина получилась довольно проходной и не сильно смешной. Впрочем, и не такой уж провальной, в ряду российских комедий не затеряется. Не раз ухмыльнётесь, похихикаете и отвлечётесь от коронавирусной действительности. Знакомые образы, которые встречаются как в гламурно-денежно-циничной Москве, так и в провинциальном, советско-санаторном Кисловодске, пара любовных линий и совсем не грустный конец».